# تیم دوچرخه‌سواری تلویزیر
تیم دوچرخه‌سواری تلویزیر (هلندی: Televizier) یک تیم دوچرخه‌سواری در هلند بود.
این تیم در سال ۱۹۶۱ تأسیس و در سال ۱۹۶۷ منحل شد.